# Sam Bould
Sam Bould (ur. 21 sierpnia 1985 w Londynie) – brytyjski aktor i montażysta filmowy.

## Filmografia[1]

### Filmy
- 1996: Jak trzcina na wietrze jako Oliver Wyatt
- 1999: Koniec romansu jako Lance Parkis

### Seriale
- 2001: Urban Gothic jako Dziecko zombie (odc 9. Dollhouse Burns: Part 2, sezon 2)[2]